# Tour d'Estonie
Le Tour d'Estonie (officiellement Tour of Estonia) est une épreuve cycliste créée en 2013. Elle se déroule sous la forme d'une course à étapes. Elle fait partie de l'UCI Europe Tour en catégorie 2.1 dès sa création en 2013.
L'édition 2020 est annulée en raison de la pandémie de coronavirus,,.
Une épreuve féminine voit le jour en 2022, sous la forme d'une course d'un jour.

## Palmarès
| Année | Vainqueur            | Deuxième           | Troisième              |                  |
| ----- | -------------------- | ------------------ | ---------------------- | ---------------- |
| 2013  | Gert Jõeäär          | Fredrik Ludvigsson | Stefan Schumacher      |                  |
| 2014  | Eduard-Michael Grosu | Adrian Kurek       | Emīls Liepiņš          |                  |
| 2015  | Martin Laas          | Ioánnis Tamourídis | Gustav Höög            |                  |
| 2016  | Grzegorz Stępniak    | Roman Maikin       | Mihkel Räim            |                  |
| 2017  | Karl Patrick Lauk    | Deins Kaņepējs     | Paweł Franczak         |                  |
| 2018  | Grzegorz Stępniak    | Andreas Stokbro    | Siarhei Papok          |                  |
| 2019  | Mihkel Räim          | Matthias Brändle   | Rudy Barbier           |                  |
| 2020  | annulé/abandonné     | annulé/abandonné   | annulé/abandonné       | annulé/abandonné |
| 2021  | Karl Patrick Lauk    | Martin Laas        | Polychrónis Tzortzákis |                  |
| 2022  | Evaldas Šiškevičius  | Norman Vahtra      | Kaden Groves           |                  |
| 2023  | Rasmus Bøgh Wallin   | Matias Malmberg    | Norman Vahtra          |                  |
| 2024  | Siim Kiskonen        | Karl Patrick Lauk  | Rait Ärm               |                  |
| 2025  |                      |                    |                        |                  |